# Ji Soo
Kim Ji-soo (hangul: 김지수), mejor conocido artísticamente como Ji-soo (hangul: 지수), es un actor y modelo surcoreano.

## Biografía
En septiembre de 2016, se reveló que se había sometido a una cirugía por osteomielitis aguda (la cual es la inflamación del hueso o de la médula ósea debido a una infección), pero que ahora ya se había recuperado.
Es muy buen amigo de los actores surcoreanos Nam Joo-hyuk, Byun Yo-han, Ryu Jun-yeol y Lee Dong-hwi, así como de los cantantes Park Hyung-sik, Suho y Baekhyun. También es amigo de los actores Shin Jae-ha y de Yoo Ah-in.
En marzo de 2021 se anunció que iniciaría su servicio militar obligatorio más tarde ese mismo año.

## Carrera
El 15 de octubre de 2020 se anunció que se había unido a la agencia KeyEast (키이스트), hasta mayo de 2021. Previamente formó parte de la agencia Prain TPC. [cita requerida]
Ha participado en sesiones para Vogue, Elle, Céci, M Magazine, Cosmopolitan, K Wave, Allure Korea, C´REAL by CHRIS, entre otros.
En 2016, junto al modelo y actor Ahn Jae-hyun se convirtieron en modelos para la nueva colección de verano de la marca de moda Chris Christy.
En 2016 se unió al elenco de la serie Moon Lovers: Scarlet Heart Ryeo (también conocida como Dalui Yeonin - Bobogyungsim Ryeo) interpretando al 14.º príncipe Wang Jung. Ese mismo año dio vida a Kim Sang-wook, un joven y apuesto abogado en la serie Fantastic.
Ese mismo año se unió al elenco de la película One Way Trip (también conocida como Glory Day), donde dio vida a Yong-bi.
También apareció como invitado en la serie Doctor Crush donde interpretó a Kim Soo-cheol, un joven que se interesa por la estudiante Yoo Hye Jung (Park Shin-hye) cuando la conoce por primera vez en un club.
También apareció en el undécimo episodio de la serie Weightlifting Fairy Kim Bok-joo donde interpretó al compañero en el trabajo de Kim Bok-joo (Lee Sung-kyung).
En febrero de 2017 se unió al elenco principal de la serie Strong Woman Do Bong-soon donde interpretó al joven detective In Gook-du, hasta el término de la serie en abril del mismo año.
El 16 de diciembre de 2017 se unió al elenco principal de la serie Bad Guys: City of Evil donde dio vida al leal Han Kang-joo, un joven que constantemente hace sacrificios por su hermano y a causa de eso termina en la cárcel, hasta el final de la serie el 4 de febrero de 2018.
El 17 de septiembre de 2018 se unió al elenco principal de la serie Ping Pong Ball donde interpretó al estudiante Kim Young-joon, un joven que se especializa en filosofía y está emocionalmente reprimido.
El 18 de abril de 2019 se unió al elenco principal de la serie de Netflix, Because It’s My First Love (también conocida como My First First Love), donde dio vida a Yun Tae-o, hasta el término de la serie el 26 de julio del mismo año.
El 19 de agosto de 2020 se unió al elenco principal de la serie When I Was the Most Beautiful, donde interpretó a Seo-hwan, un diseñador arquitectónico quien lucha contra los sentimientos que siente por la esposa de su hermano, hasta el término de la serie el 15 de octubre del mismo año.
El 1 de septiembre del mismo año se unió al elenco principal de la serie Amanza donde dio vida a Park Dong-myung (Amanaza). La serie está basada en el webtoon Amanja.
El 15 de febrero de 2021 se unió al elenco principal de la serie The Moon Rising River (también conocida como Cut by the Heart) donde interpretó a On-dal, un joven puro y amante de la paz que va en contra de sus principios para proteger a la Princesa Pyeonggang (Kim So-hyun), hasta el sexto episodio. En marzo del mismo año el equipo de producción de la serie anunció que habían decidido reemplazar a Ji Soo como personaje principal masculino de la serie, debido a la controversia en la que se veía envuelto.

## Filmografía

### Series de televisión
| Año         | Título                          | Personaje                 | Notas                   | Ref.          |
| ----------- | ------------------------------- | ------------------------- | ----------------------- | ------------- |
| 2021        | The Moon Rising River           | On Dal                    | 6 episodios             | [ 56 ]        |
| 2020        | Amanza                          | Park Dong-myung (Amanaza) | 9 episodios             | [ 57 ]        |
| 2020        | When I Was the Most Beautiful   | Seo-hwan                  | 32 episodios            | [ 58 ] [ 59 ] |
| 2019        | Because It’s My First Love      | Yoon Tae-oh               | 16 episodios            |               |
| 2018        | Ping Pong Ball                  | Kim Young-joon            | 2 episodios             |               |
| 2017 - 2018 | Bad Guys: City of Evil          | Han Kang-joo              | 16 episodios            |               |
| 2017        | Strong Woman Do Bong-soon       | Det. In Kook-doo          | 17 episodios            |               |
| 2016        | Weightlifting Fairy Kim Bok-joo | Empleado                  | episodio #1.11          |               |
| 2016        | Fantastic                       | Kim Sang-wook             | 16 episodios            |               |
| 2016        | Moon Lovers: Scarlet Heart Ryeo | Príncipe Wang Jung        | 20 episodios            |               |
| 2016        | Doctor Crush                    | Kim Soo-cheol             | 6 episodios             |               |
| 2016        | Page Turner                     | Jung Cha-sik              | 3 episodios             |               |
| 2015        | Cheer Up!                       | Seo Ha-joon               | 12 episodios            |               |
| 2015        | Angry Mom                       | Ko Bok-dong               | 16 episodios            |               |
| 2015        | Lunch Box                       | Yong                      | 3 episodios - web-serie |               |
| 2014        | Love Frequency 37.2             | Exnovio de Ko Dong-hee    | episodio #3             |               |
| 2012        | Family                          | Han Song-yi               | episodio #45            |               |
| 2012        | To the Beautiful You            | Estudiante                | -                       |               |

### Películas
| Año  | Título       | Personaje | Notas                                                                                      |
| ---- | ------------ | --------- | ------------------------------------------------------------------------------------------ |
| 2016 | One Way Trip | Yong-bi   | junto a Suho, Kim Dong-wan, Kim Hee-chan y Ryu Jun-yeol                                    |
| 2014 | More Than    | -         | -                                                                                          |
| 2014 | Adult        | Joon-soo  | junto a RC Eusebio, Nash Ang, Liz Cha, Youngnam Cha, Eukwon Hong, Mimi Juareza y Ryoung Oh |

### Programas de variedades
| Año  | Programa                       | Notas                                                      |
| ---- | ------------------------------ | ---------------------------------------------------------- |
| 2017 | Kim Je Dong’s Talk to You      | invitado                                                   |
| 2017 | Get It Beauty 2017             | invitado                                                   |
| 2016 | Candy In My Ears               | junto a Lee Se-young y Seo In-young                        |
| 2016 | Celebrity Bromance             | 6 episodios (Ep. 13 - 18) - miembro - junto a Nam Joo-hyuk |
| 2016 | Knowing Bros (Ask Us Anything) | episodio #43 - invitado                                    |
| 2015 | I Live Alone                   | invitado - junto a Suho y Kim Dong-wan                     |

### Presentador
| Año  | Programa                       | Notas                    |
| ---- | ------------------------------ | ------------------------ |
| 2018 | Mnet Asian Music Awards (MAMA) | presentador de categoría |

### Videos musicales
| Año  | Grupo                 | Canción          | Notas                                                               |
| ---- | --------------------- | ---------------- | ------------------------------------------------------------------- |
| 2018 | Bolbbalgan4           | "Wind Person"    | apareció junto a Ahn Ji-young                                       |
| 2017 | Roy Kim & Kim Sun-jae | "Lose to You"    | video musical: "Story About: Fling, One Month" - junto a Kim Min-ji |
| 2017 | Hong Dae-kwang & Kei  | "I Want to Love" | video musical: "Story About: Fling, One Month" - junto a Kim Min-ji |
| 2017 | Car, the Garden       | "Kiss"           | video musical: "Story About: Fling, One Month" - junto a Kim Min-ji |
| 2017 | Gugudan               | "Perhaps Love"   | video musical: "Story About: Fling, One Month" - junto a Kim Min-ji |

### Teatro
| Año  | Obra                                     | Personaje | Notas |
| ---- | ---------------------------------------- | --------- | ----- |
| 2012 | A Fool for Children                      | -         | -     |
| 2011 | Soulmates                                | -         | -     |
| 2010 | 13th Hero                                | -         | -     |
| 2010 | Controlled Experiments on Human Subjects | -         | -     |
| 2010 | Monster                                  | -         | -     |
| 2010 | The Dreamers                             | -         | -     |
| 2009 | Bong-sam Wasn't There                    | -         | -     |

### Eventos
| Año  | Título                                   | Notas    |
| ---- | ---------------------------------------- | -------- |
| 2017 | 2017 Nam Joo Hyuk Private Stage Some-Day | invitado |

### Revistas / sesiones fotográficas
| Año  | Título               | Notas  |
| ---- | -------------------- | ------ |
| 2020 | Dazed Korea Magazine | [ 73 ] |

## Premios y nominaciones
| Año  | Categoría                                                | Premio                      | Series                    | Resultado |
| ---- | -------------------------------------------------------- | --------------------------- | ------------------------- | --------- |
| 2017 | Rising Star Award                                        | Asia Artist Award           | -                         | Ganó      |
| 2017 | Best New Actor (Television)                              | 53rd Baeksang Arts Award    | Strong Woman Do Bong-soon | Nominado  |
| 2017 | Best New Actor                                           | 22nd Chunsa Film Art Award  | One Way Trip              | Nominado  |
| 2016 | Excellence Award, Actor in a One-Act/Special/Short Drama | 30th KBS Drama Award        | Page Turner               | Nominado  |
| 2016 | Best New Actor                                           | 30th KBS Drama Award        | Page Turner               | Nominado  |
| 2016 | Best New Actor                                           | 37th Blue Dragon Film Award | One Way Trip              | Nominado  |
| 2016 | Rising Star Award                                        | 11th Max Movie Award        | -                         | Ganó      |
| 2015 | Best Couple (junto a Kim Hee-sun)                        | 34th MBC Drama Award        | Angry Mom                 | Nominados |
| 2015 | Best New Actor in a Miniseries                           | 34th MBC Drama Award        | Angry Mom                 | Nominado  |